# Carataco
Carataco ou Caratacos (em britônico: *Caratācos; em galês intermediário: Caratawc; em galês Caradog; em grego: Καράτακος; em latim: Caractacus) foi um chefe tribal britano do século I dos catuvelaunos e que liderou a resistência à conquista romana da Britânia.
Antes da invasão romana, Carataco estava associado à expansão do território de sua tribo. Seu aparente sucesso levou à invasão, nominalmente para apoiar seus inimigos derrotados. Ele conseguiu resistir por quase uma década, misturando guerra de guerrilha com batalhas campais, mas fracassou nestas últimas. Depois de sua derrota final, Carataco fugiu para o território da rainha Cartimândua, que o prendeu e entregou-o aos romanos. Ele foi sentenciado à morte como prisioneiro militar, mas fez um discurso antes de sua execução que persuadiu o imperador romano Cláudio a poupá-lo.
O lendário personagem da mitologia galesa Caradog ap Bran e o lendário rei britano Arvirargus podem ser baseados em Carataco. Seu discurso final para Cláudio tornou-se um tema comum em obras de arte.

## História

### Invasão de Cláudio
Carataco foi nomeado por Dião Cássio como filho do rei catuvelauno  Cunobelino. Com base na distribuição de suas moedas é possível que Carataco tenha sido um protegido de seu tio Epático, que expandiu o poder catuvelauno para o oeste às custas dos atrébates. Depois que Epático morreu, por volta de 35, os atrébates liderados por Verica, reconquistaram uma parte do território, mas é provável que Carataco tenha completado a conquista, pois Dião Cássio conta que Verica foi expulso, fugiu para Roma e foi pedir ajuda ao imperador romano Cláudio. Era a desculpa que ele precisava para lançar a invasão da Britânia no verão de 43, cujo objetivo inicial era a fortaleza de Carataco em Camuloduno (moderna Colchester), a sede do governo de seu pai Cunobelino.
Cunobelino morreu antes da invasão e Carataco e seu irmão, Togodumno, lideraram a defesa inicial do país contra as quatro legiões de Aulo Pláucio (IX Hispana, XX Valeria Victrix, II Augusta e VIII Augusta), um total de 40 000 soldados entre legionários e tropas auxiliares, principalmente com táticas de guerrilha. A maior parte do sudoeste foi perdido em duas batalhas cruciais, a Batalha do rio Medway e a Batalha do rio Tâmisa. Togodumno foi morto (embora John Hind argumente que Dião errou ao relatar sua morte, que ele foi derrotado, mas sobreviveu e foi depois nomeado pelos romanos como um rei cliente sobre diversos territórios, tornando-se um leal aliado citado por Tácito como "Cogidubno" ou Togidubno) e os territórios catuvelaunos foram conquistados. A fortaleza de Camuloduno foi convertida na primeira colônia romana na Britânia, Colônia Cláudia Victricense.

### Resistência
Carataco reaparece depois nos "Anais", de Tácito, liderando os siluros e ordovicos de Gales contra o sucessor de Pláucio como governador da Britânia, Públio Ostório Escápula. Finalmente em 51, Escápula conseguiu derrotar Carataco numa batalha campal em algum lugar no território ordovico (Batalha de Caer Caradoc), capturando a esposa e a filha de Carataco e obtendo a rendição de seus irmãos. O próprio Carataco escapou para o norte, a terra dos brigantes (moderno Yorkshire), onde a rainha Cartimândua mandou prendê-lo e entregou-o aos romanos. Este foi um dos fatores que levaram às duas revoltas brigantinas contra a rainha e seus aliados romanos, a primeira no final da década de 50 e outra em 69, liderada por Venúcio, um ex-marido de Cartimândua. Com a captura de Carataco, a maior parte do sul da Britânia, do Humber ao Severn, foi pacificada e guarnecida com tropas romanas durante a década de 50.
As lendas localizam a última batalha de Carataco em Caer Caradoc, perto de Church Stretton, ou no acampamento britano em Herefordshire Beacon nos montes Malvern, mas a narrativa de Tácito parece não apoiar nenhum dos dois locais:
| “ | [Carataco] recorreu ao perigo maior, escolhendo um lugar para a batalha cuja entrada, saída e tudo mais seria desfavorável para nós e melhor para seus próprios homens, com montanhas íngremes de ambos os lados e, onde quer que um acesso mais tranquilo era possível, ele empilhou rochas no local como se fosse uma muralha. E na frente também havia um riacho de passagem difícil e companhias de homens armados estavam postadas ao longo das defesas | ” |
|   | — Tácito, Anais. |   |

### Cativo em Roma

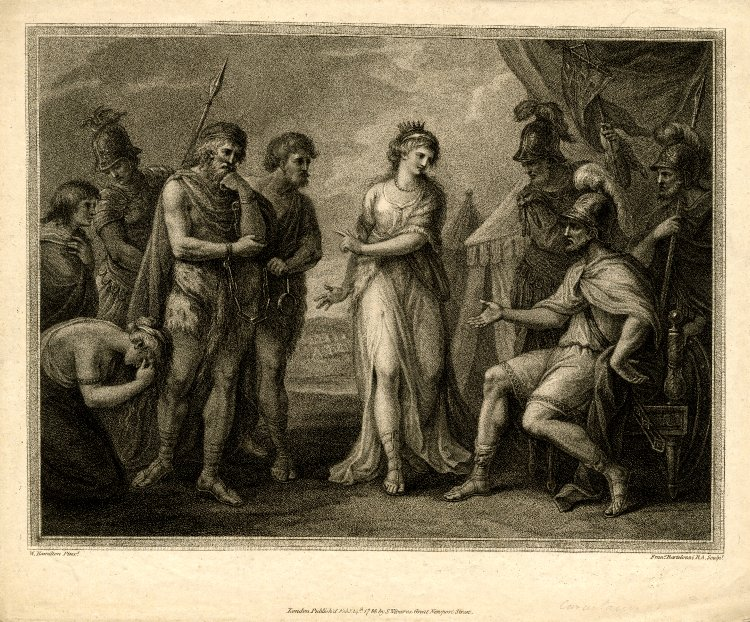
Carataco e Cartimândua, rainha dos brigantes, que o entregou aos romanos.

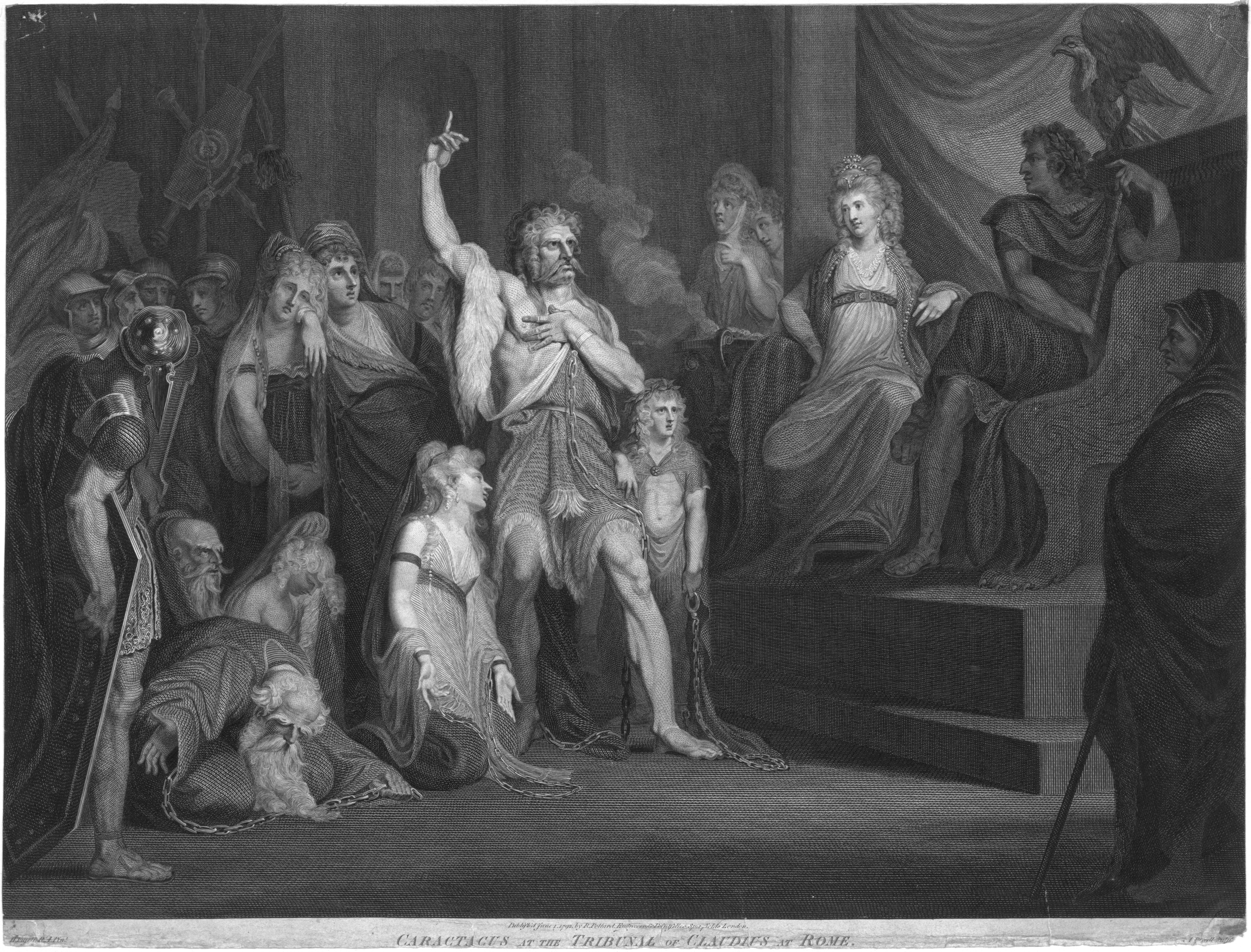
Discurso de Carataco perante o Senado Romano que lhe garantiu a vida.

Depois de sua prisão, Carataco foi enviado a Roma como prêmio de guerra, presumivelmente para ser executado depois da parada triunfal. Embora prisioneiro, ele recebeu permissão para falar ao Senado Romano. Tácito relata uma versão deste discurso, no qual ele diz que sua teimosa resistência aumentou ainda mais a glória de derrotá-lo:
| “ | Se o grau de minha nobreza e sorte fosse comparável à minha moderação no sucesso, eu teria vindo para esta cidade como amigo e não como prisioneiro; nem vocês teria desdenhado receber com um tratado de paz alguém que descende de brilhantes ancestrais e comandante de muitas e grandes nações. Mas minha presente situação, desfigurante como é para mim, é magnífica para vocês. Eu tinha cavalos, homens, armas e riquezas: o que aconteceria se eu não estivesse disposto a perder tudo? Se vocês desejam comandar todos, segue de fato que todos devem aceitar sua escravidão? Se eu estivesse agora sendo entregue como um dos que se renderam imediatamente, nem minha sorte e nem a glória de vocês teria alcançado o brilho que alcançaram. É também verdade que, no meu caso, qualquer revanche será seguida pelo esquecimento. Por outro lado, se vocês me preservarem seguro e saudável, serei um eterno exemplo de vossa clemência. | ” |
|   | — Tácito, Anais. |   |

Seu discurso causou tamanha admiração que Carataco foi perdoado e recebeu permissão para viver em Roma. Depois de sua libertação, segundo Dião Cássio, Carataco ficou tão impressionado com a cidade de Roma que teria dito: "Como podem vocês então, que têm posses assim e tantas delas, desejarem as nossas pobres tendas?".

## Nome de Carataco
O nome aparece tanto como "Caratacus" e "Caractacus" nos manuscritos de Tácito e "Καράτακος" e "Καρτάκης" nos de Dião. Obras mais antigas tendem a favorecer a forma "Caractacus", mas os estudiosos modernos concordam, baseados na linguística histórica e na crítica textual, que a forma britânica original era "*Caratācos", pronunciada como "karaˈtaːkos", o que deu origem aos nomes "Caradog" em gaulês, "Karadeg" em bretão e "Carthach" irlandês. O nome Carataco é provavelmente um cognato de Corocota, o nome de um guerreiro cântabro na época de Augusto.

## Lendas

### Tradições medievais gaulesas
A memória de Carataco pode ter sido preservada na tradição medieval galesa. Uma genealogia galesa (Welsh Harleian MS 3859, de c. 1100, inclui as gerações "Caratauc map Cinbelin map Teuhant", correspondendo, via processos já estabelecidos de mudanças linguísticas, a "Carataco, filho de Cunobelino, filho de Tasciovano", preservando os nomes de três figuras históricas com sua correta relação de parentesco.
Carataco não aparece na "História dos Reis da Britânia", de Godofredo de Monmouth (1136), embora seja possível que ele corresponda a Arvirago, o jovem filho de Cunobelino, que continuou a resistir à invasão romana depois da morte de seu irmão mais velho, Guidério. Nas versões galesas, seu nome é Gweirydd, filho de Cynfelyn, e seu irmão é chamado Gwydyr. O nome Arvirago aparece num poema de Juvenal.
Caradog, filho de Bran, que aparece na literatura medieval galesa, também tem sido identificado com Carataco, embora nada na lenda medieval corresponda ao personagem histórico, exceto o nome. Ele aparece no "Mabinogion" como um filho de Bran, o Abençoado, que é deixado a cargo da Britânia enquanto seu pai luta na  Irlanda, mas que é derrubado por Caswallawn (o histórico Cassivelauno, que viveu um século antes de Carataco). As "Tríades Galesas" concordam que ele era filho de Bran e citam dois filhos, Cawrdaf e Eudaf.

### Tradições modernas

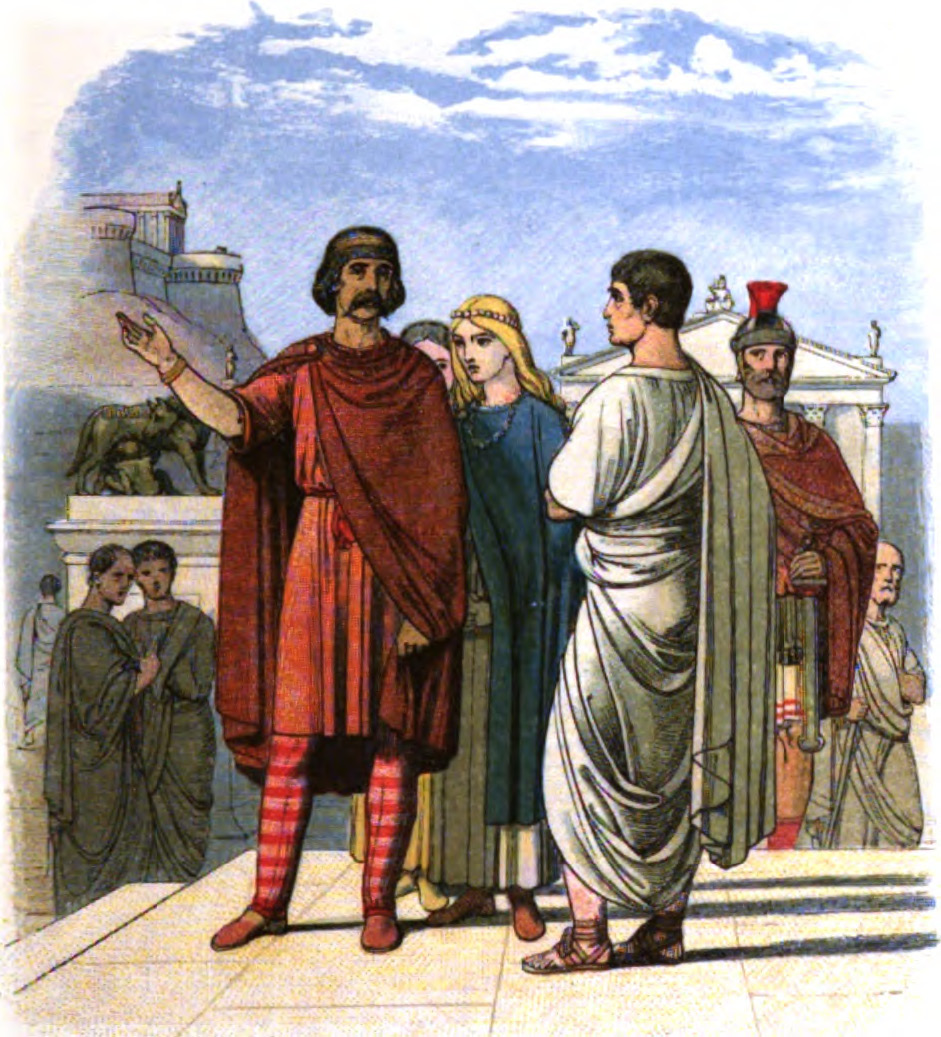
Carataco em Roma.

Caradog só começou a ser identificado com Carataco depois da redescoberta das orbas de Tácito e novos materiais começaram a aparecer com base nesta identificação. Uma tradição do século XVIII, popularizada pelo antiquário e falsário galês Iolo Morganwg credita a Caradog, depois de seu retorno do cativeiro em Roma, a introdução do cristianismo na Britânia. Iolo também tornou o lendário rei Coel Hen um filho de São Cyllin, que seria filho de Caradog. Richard Williams Morgan defendeu que uma referência a Cyllin como filho de Carataco foi encontrada nos registros familiares de Iestyn ab Gwrgant e utilizou-a como evidência de um cristianismo primitivo na Britânia: "Cyllin ab Caradog, um rei sábio e justo. Em seus dias, muitos dos Cymry abraçaram a fé em Cristo através dos ensinamentos dos santos de Cor-Eurgain e muitos homens santos dos países da Grécia e Roma estavam em Cambria. Ele, primeiro entre os Cymry, deu nomes aos recém-nascidos; pois antes, os nomes só eram dados aos adultos e eram baseados em características de seus corpos, mentes ou costumes.
Outra tradição, que ainda é popular entre os israelitas britânicos e outros, defende um Carataco cristão antes de sua ida a Roma, influenciado por um cristianismo levado à Britânia ou por José de Arimateia ou São Paulo, e identifica diversos cristãos entre seus parentes. Um deles era Pompônia Grecina, esposa de Aulo Pláucio, o conquistador da Britânia, que, segundo o relato de Tácito, foi acusada de seguir uma "tradição estrangeira", que é considerada tradicionalmente como sendo o cristianismo. Tácito a descreve como "a esposa de Pláucio que voltou da Britânia com uma ovação", o que levou John Lingard (1771–1851) a concluir que, em sua "History and Antiquities of the Anglo-Saxon Church", ela era britana. Porém, esta conclusão é uma interpretação incorreta do que Tácito escreveu. Uma ovação era uma parada militar em homenagem a um general vitorioso. Assim, a pessoa que "retornou da Britânia com uma ovação" é claramente Pláucio e não Pompônia, o que não evitou que o erro fosse repetido muitas vezes e seja hoje amplamente disseminado.
Outra é Cláudia Rufina, uma britana histórica conhecida do poeta Marcial. Marcial descreve o casamento dela com um homem chamado Pudêncio (em latim: Pudens), quase certamente Aulo Pudêncio, um centurião úmbrio e amigo do poeta que aparece regularmente em sua obra, "Epigramas". Desde o século XVII se defende que este par pode ser o mesmo mencionado na comunidade cristã em II Timóteo. Alguns vão além, alegando que Cláudia era filha de Carataco e que o Papa Lino, que é descrito como "irmão de Cláudia", num documento eclesiástico antigo, era também filho dele. Pudêncio é identificado como São Pudêncio e alega-se que a basílica de Santa Pudenziana, em Roma, ligada à história de Pudêncio, era chamada de "Palatium Britannicum" por ter sido onde viveu Carataco e sua família. Esta teoria foi popularizada por um livro de 1961 chamado "The Drama of the Lost Disciples", de George Jowett, mas não foi criada por ele, que cita historiadores renascentistas como o arcebispo James Ussher, Caesar Baronius e John Hardyng, além de escritores clássicos como Júlio César, Tácito e Juvenal, embora suas citações clássicas sejam muito ruins, muitas de suas afirmações careçam de fontes e muitas identificações que ele faz sejam puramente especulativas. Ele também cita regularmente "St. Paul in Britain", um livro de 1860 de R. W. Morgan, que advoga muitos dos pilares do Israelismo Britânico, em particular a teoria de que os britânicos seriam descendentes das tribos perdidas de Israel.